# Max Švabinský

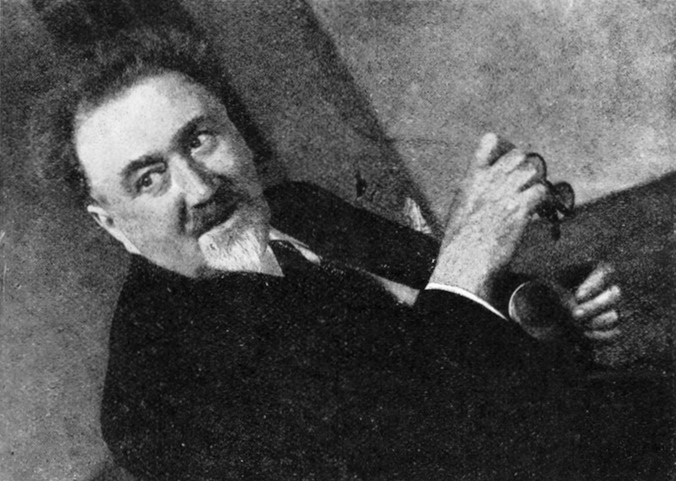
Max Švabinský en 1933

Max Švabinský (Kroměříž, República Checa, 17 de septiembre de 1873 – Praga, República Checa, 10 de febrero de 1962), fue un pintor y grabador checo. Junto con Jan Preisler, Antonín Slavíček y Miloš Jiránek pertenece a la generación de los pintores que prepararon el inicio del arte moderno checo del siglo XX.

## Vida
Max Švabinský nació en 1873 en la ciudad de Kroměříž como hijo ilegítimo. Su padre lo abandonó y su madre lo crio sola. Después del instituto estudió entre los años 1891 y 1898 Pintura y Artes Gráficas en la Academia de las Artes. Ya durante los estudios se convirtió en un pintor muy talentoso y en sus trabajos preciso. Por eso, le encargaron que creara los retratos de los escritores y científicos para la celebración del aniversario del Emperador Francisco José I de Austria. El año 1899 lo pasó en París donde se inspiró por las nuevas tendencias artísticas. En 1910 se casó con Ela Vejrychová y su figura y personalidad apareció en muchos retratos de Max. Al año siguiente su cuñado se casó con Anna Procházková que fue hija de un obrero de acería y, por eso, la familia no aceptaba a Anna. Sin embargo, Max se fascinó por ella y desde 1914 fueron amantes. Después de unas peripecias se casaron en 1930.
Max Švabinský, aparte de la pintura y del trabajo artístico, fue profesor entre los años 1910 y 1917 en la Academia de las Artes. Fue miembro del círculo artístico llamado Mánes y en 1918 pasó a ser uno de los fundadores de Hollar que es un conjunto de los gráficos checos. En 1945 fue nombrado artista nacional y también fue premiado por la Legión de Honor. Max Švabinský murió el 10 de enero de 1962. 

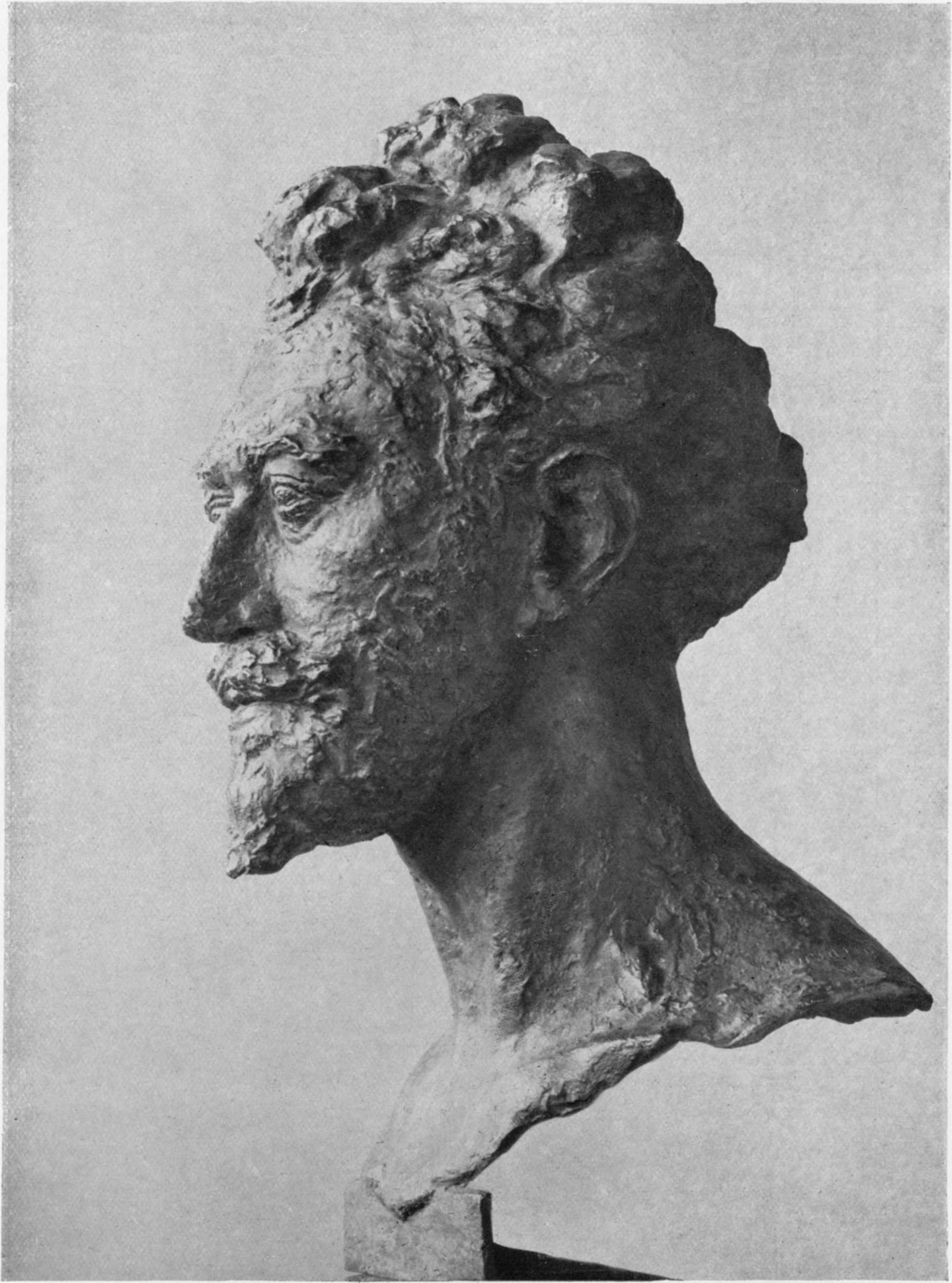
Busto de Max Švabinský por Jan Štursa

## Obra
Al principio de su creación artística se nota en sus cuadros cierta influencia del Realismo, Simbolismo y Art Nouveau. Toda su obra es una mezcla de la pintura precisa hecha por el talento dibujante y conectada con su interés profundo por la captura del sentimiento del alma y del estado de ánimo. 
Su cuadro más famoso es Chudý kraj (La región pobre) y se considera la pintura más importante del simbolismo checo que prevaleció a finales del siglo XIX y principios del XX. En este momento de su creación artística basta subrayar un pueblo pequeño, Kozlov, cerca de Česká Třebová. Este pueblo le sirvió como inspiración tanto para este cuadro como para otros. La familia de su primera mujer tenía allí una casa, así que Max pasó mucho tiempo en este espacio que le abrió las puertas a un paisaje ameno que reflejaba en sus pinturas.
Chudý kraj es una obra íntima, melancólica y flébil. La pintura de color pastel intensifica esta sensación paralizada que tenemos de la joven. La modelo para este cuadro fue su primera mujer, Ela Vejrychová. La intención del pintor fue realizar una armonía entre el brezo violeta y el cielo azul, donde la joven funciona como un símbolo de esta fusión. 
En 2012 salió a la luz el libro Světla paměti que escribió Zuzana Švabinská, hija adoptiva de Max Švabinský.